# Mausoleos de Revash
Los mausoleos de Revash son una necrópolis perteneciente a la Cultura Chachapoyas. Están ubicados en el distrito de Santo Tomás, provincia de Luya, departamento de Amazonas.
Eran sepulcros colectivos que ocupan cuevas naturales o excavadas en la pared rocosa de un imponente barranco.
Descritos por el arqueólogo peruano Federico Kauffman Doig, quien sostiene que los mausoleos son réplicas de las casas donde vivía la gente de la zona.
Pintadas de rojo y crema, algunos presentan tejados a dos aguas, sin ser necesario, pues ante posibles lluvias el cerro servía de protección. Algunos otros tienen dos niveles y tienen ventanas en forma de T, en cruz o cuadradas. Parte de las rocas están pintadas en rojo con círculos, llamas y otros símbolos mágicos. 
Ubicadas a 2800 metros de altitud, se requiere unos 20 minutos en auto desde Hierba Buena para llegar al inicio del sendero que caminando toma una hora y media de subida.

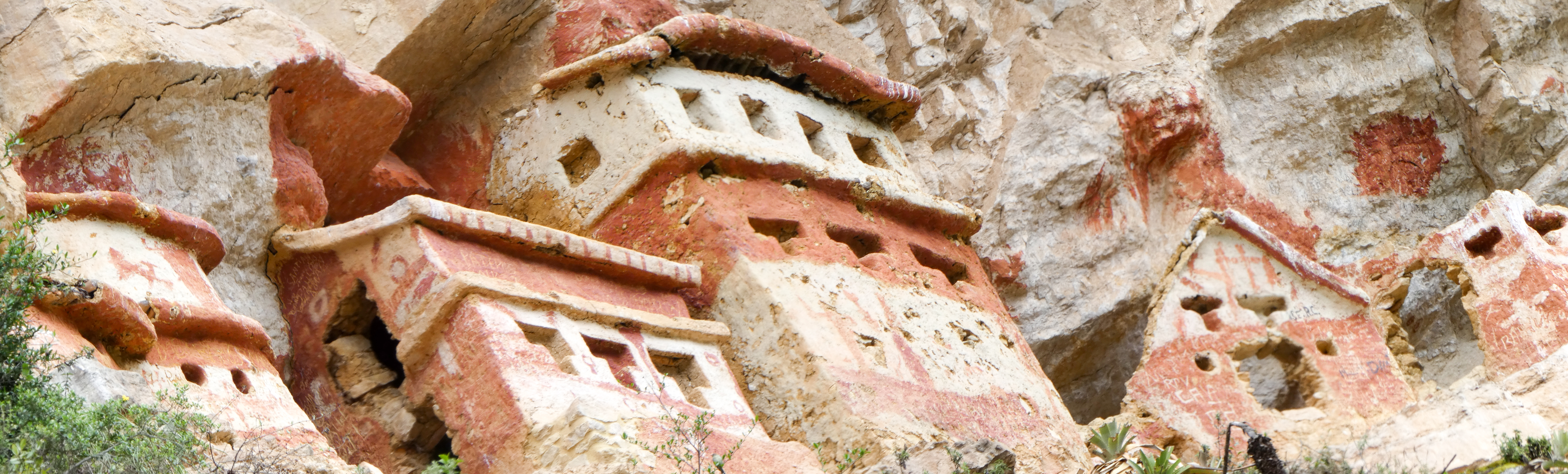
El conjunto principal de mausoleos en Revash